# Готье, Юрий Владимирович
Ю́рий Влади́мирович Готье́ (18 (30) июня 1873, Москва — 17 декабря 1943, там же) — российский и советский историк, профессор Московского университета, академик АН СССР (1939).

## Биография
Происходил из купеческой семьи книготорговцев и издателей Готье-Дюфайе, выходцев из Франции. Мать — Наталья Степановна, урождённая Варсонофьева. В юности жил на Кузнецком Мосту в доходном доме Торлецкого — Захарьина.
В 1891 году окончил гимназию Креймана; в 1895 году — с дипломом 1-й степени историко-филологический факультет Московского университета, где учился у П. Г. Виноградова и В. О. Ключевского. С 1895 по осень 1896 года отбывал воинскую повинность.
Работал в Московском архиве Министерства юстиции (1897—1898). Перешёл в Румянцевский музей (1898), где выполнял обязанности секретаря и хранителя отделения доисторических, христианских и русских древностей (с 1909 — библиотекарь, затем — главный библиотекарь музея).
В 1900 году сдал магистерские экзамены, к которым готовился под руководством В. О. Ключевского. Получил должность приват-доцента на кафедре российской истории Московского университета (с 1903). Преподавал также на Высших женских курсах (1902—1918).
В своей магистерской диссертации «Замосковный край в XVII веке: Опыт исследования по истории экономического быта Московской Руси» (1906) Готье впервые проанализировал Писцовые книги, показал влияние смуты на экономику и структуру землевладения.
В 1905 году вступил в Конституционно-демократическую партию, но весной 1906 года вышел из неё из-за тактических разногласий, связанных с Выборгским воззванием.
В 1913 году защитил в Московском университете докторскую диссертацию «История областного управления в России от Петра I до Екатерины II». В апреле 1915 года был избран (утверждён в августе) экстраординарным профессором, а в августе 1917 года утверждён в звании ординарного профессора по кафедре российской истории Московского университета. Читал курсы русской истории, археологии, архивоведения. Также преподавал в Константиновском межевом институте (1913—1917) и Московском городском народном университете им. Шанявского (1913—1918).
Действительный член Московского археологического общества (1902), Московского юридического общества (1907), ОИДР (1911).
В 1921—1929 годах Готье работал в Государственном институте материальной культуры и, одновременно (в 1922—1929 гг.) состоял хранителем, а затем консультантом в Государственном историческом музее.
Важное место в его деятельности занимала работа (с 1898 года) в Румянцевском музее, впоследствии Библиотеке им. В. И. Ленина), где до 1909 года он был учёным секретарём, в 1909—1924 годах — заведующим библиотекой, в 1924—1930 годах — заведующим научно-библиографическим отделом, в 1928—1929 гг. —  заместителем директора библиотеки по научной части. Под его руководством происходило преобразование библиотеки в научное учреждение.
С декабря 1922 года — член-корреспондент Российской Академии наук.
В августе 1930 года Готье был арестован по «делу Академии наук» и приговорён к пяти годам ИТЛ; выслан сначала в Ухтино-Печорский лагерь, откуда в 1931 году освобождён и выслан на три года в ссылку в Самару, где вёл научную работу в местном краеведческом бюро. В 1934 году вернулся в Москву; преподавал в ИИФЛИ, а с сентября 1936 года, одновременно был профессором в Историко-архивном институте; в 1939 году вновь стал читать лекции в Московском университете и в этом же году был избран действительным членом АН СССР. После начала Великой Отечественной войны был эвакуирован в Ташкент, однако затем вернулся в Москву.
Основные направления научных исследований: история России с древнейших времён до XIX века, особенно социально-экономические отношения, история землевладения, история государственных учреждений, архивоведение, историография, археология Восточной Европы.
Умер в Москве 17 декабря 1943 года; похоронен на Новодевичьем кладбище.

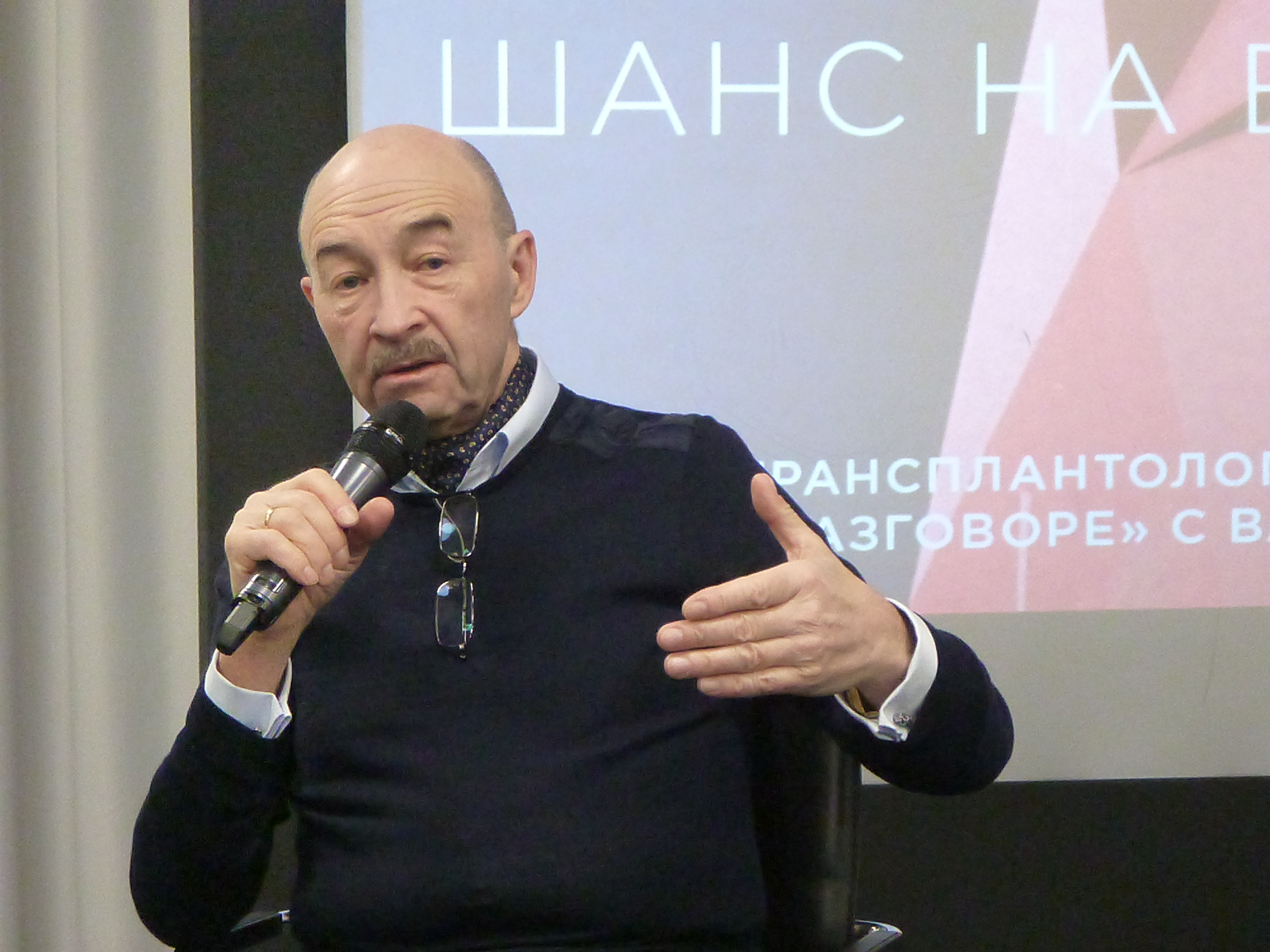
Внук Юрия Готье — трансплантолог Сергей Готье, 2020 год

Его внук С. В. Готье (р. 1947) — академик-медик, хирург и трансплантолог.

## Готье и его дневник
Готье начал вести свой дневник 8 июля 1917 года. «… Этому побудило ощущение рокового для России характера происходящих событий и чувство ответственности профессионального историка…»

Последняя запись датируется 23 июля 1922 года. Опасаясь обысков, Готье передал свой дневник на хранение американскому профессору Ф. Гольдеру, находившемуся в то время в Москве. После смерти Гольдера о существовании дневника не было известно до 1982 года, когда американский библиотекарь Э. Касинц случайно обнаружил его. Дневник был издан в Москве издательством ТЕРРА и представляет собой уникальный документ своего времени: Мои заметки. — М. : Терра, 1997. — 589 с. — (Тайны истории. Век XX). — ISBN 5-300-01169-X.

## Основные труды
- Замосковный край в XVII веке : Опыт исследования по истории экономического быта Московской Руси. Архивная копия от 13 февраля 2021 на Wayback Machine — М., 1906. VIII, 603 с. (2-е изд. Архивная копия от 28 октября 2017 на Wayback Machine — М.: Соцэкгиз, 1937. 410 с.)
- Из истории передвижений населения в XVIII веке. Архивная копия от 28 февраля 2021 на Wayback Machine — М., 1908. — 26 с.
- Десятни по Владимиру и Мещере 1590 и 1615 гг. Архивная копия от 28 февраля 2021 на Wayback Machine — М., 1910. — 39 с.
- История областного управления в России от Петра I до Екатерины II. — М., 1913—1941.

Т. 1 : Реформа 1727 года. Областное деление и областные учреждения 1727—1775 гг. Архивная копия от 2 августа 2017 на Wayback Machine — М., 1913. — 472 с.
Т. 2 : Органы надзора. Чрезвычайные и временные областные учреждения. Развитие мысли о преобразовании областного управления. Упразднение учреждений 1727 г. Архивная копия от 28 марта 2019 на Wayback Machine — М.; Л., 1941. — 304 с.
- Очерк истории землевладения в России. Архивная копия от 13 февраля 2021 на Wayback Machine — Сергиев Посад, 1915. — 208 с. (Переизд.: М., 2003. — ISBN 5-85209-125-1. См.  Аннотация и оглавление)
- Смутное время : Очерк истории революционных движений начала XVII столетия. — М., 1921. — 152 с.
- Развитие техники в первобытные времена. — М., 1923. — 58 с.
- Очерки по истории материальной культуры Восточной Европы до основания первого русского государства. — Л., 1925.

1 : Каменный век. Бронзовый век. Железный век на юге России. — 270 с.
- Железный век в Восточной Европе. — М.; Л., 1930. — 280 с.